# Andrzej Makowiecki (aktor)
Andrzej Makowiecki (ur. 26 września 1944 w Lublinie, zm. 22 marca 2016 w Warszawie) – polski aktor teatralny i filmowy.

## Życiorys
W 1969 ukończył studia na Wydziale Aktorskim Państwowej Wyższej Szkoły Teatralnej w Warszawie, 13 listopada tego samego roku zadebiutował na scenie Teatru Ziemi Mazowieckiej w Warszawie rolą Kolegi w sztuce "Kowal, pieniądze i gwiazdy" Jerzego Szaniawskiego w reżyserii Teresy Żukowskiej, z tą sceną był związany do 1971. Od 1972 przez pięć sezonów grał w warszawskim Teatrze Współczesnym. W 1973 zadebiutował w filmie "Na niebie i na ziemi" rolą porucznika Kolberta, w tym czasie rozpoczął studia na Wydziale Reżyserskim warszawskiego PWST, które ukończył w 1977. Od 1979 do 1984 był aktorem Teatru Współczesnego we Wrocławiu. W 1983 otrzymał Nagrodę Główną na XXIII Kaliskich Spotkaniach Teatralnych za reżyserię sztuki "Obora" Helmuta Kajzara, która była wystawiana w Teatrze Współczesnym im. Edmunda Wiercińskiego we Wrocławiu. W filmach grywał epizodycznie, częste były role charakterystyczne w serialach telewizyjnych m.in. Polskie drogi, Najdłuższa wojna nowoczesnej Europy, Samo życie, Na Wspólnej, Pierwsza miłość, Plebania.
Andrzej Makowiecki prowadził zajęcia na studiach podyplomowych na Wydziale Aktorskim we Wrocławiu Akademii Sztuk Teatralnych im. Stanisława Wyspiańskiego w Krakowie.

## Nagrody
- Statuetka Fredry za najlepszy spektakl roku. (Wrocław 1981);
- Grand Prix na festiwalu za reżyserię. (Kalisz 1983);
- Nagroda Solidarności Komitetu Kultury Niezależnej. (1985);
- Nagroda Polcul Foundation (1988).